# Buzinia
Buzinia is een geslacht van wantsen uit de familie van de Schizopteridae. Het geslacht werd voor het eerst wetenschappelijk beschreven door Vincent Perrichot, André Nel en Didier Néraudeau.

## Soorten
Het genus is monotypisch en bevat alleen de volgende soort:

- Buzinia couillardi Perrichot et al., 2007